# Galermi-aquaduct

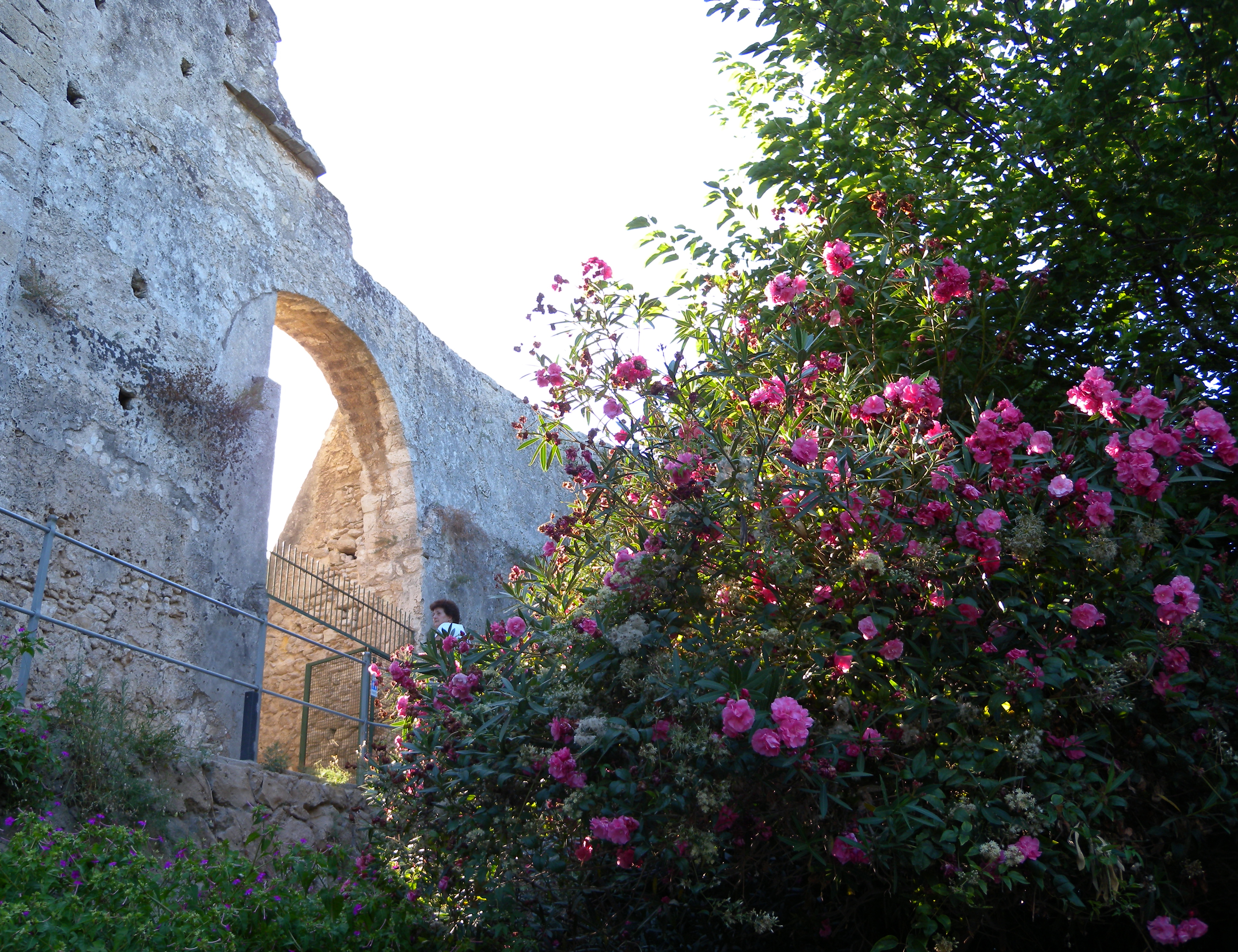
Het Galermi-aquaduct nabij Syracuse, Sicilië

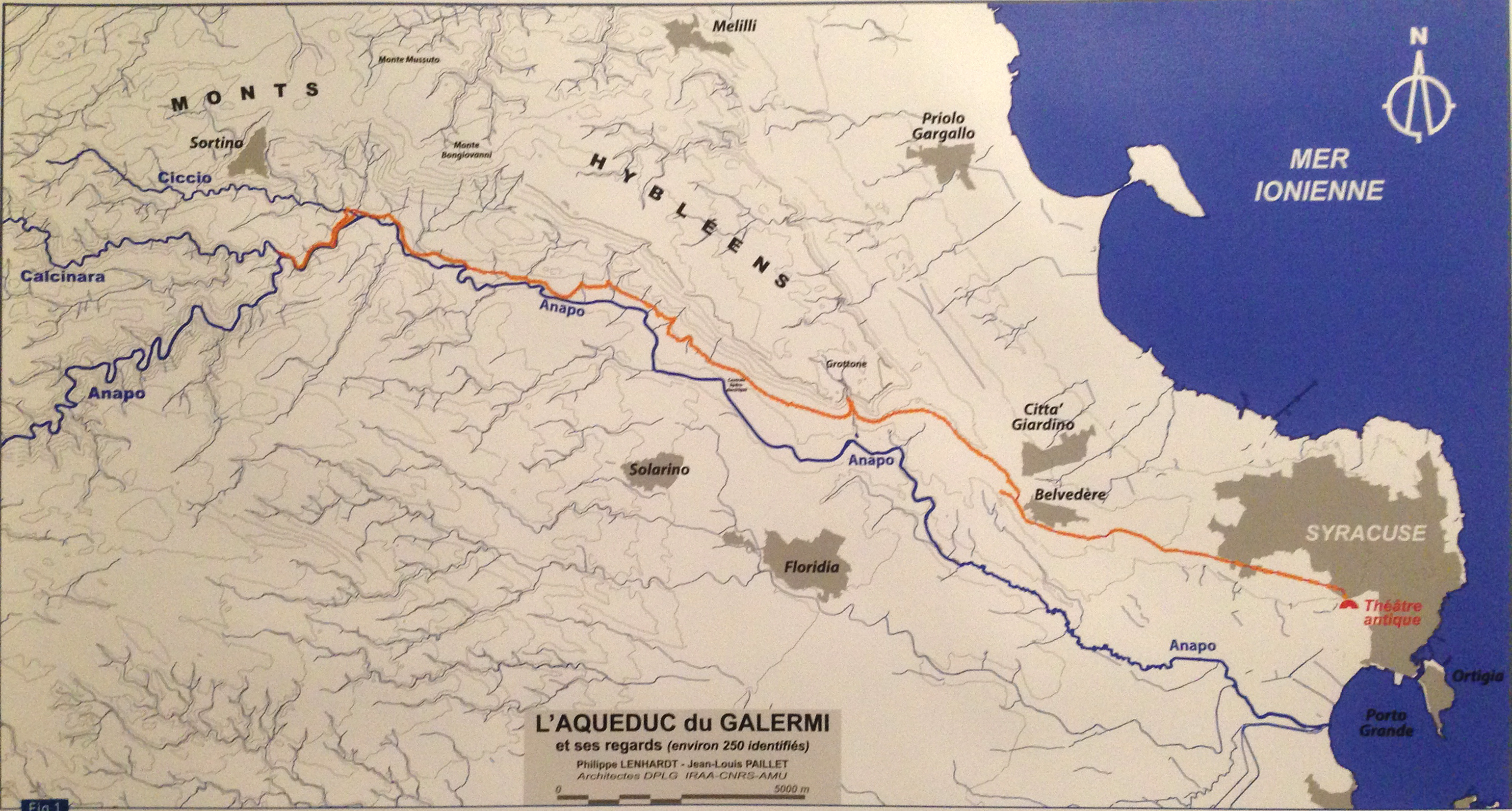
Kaart van het Galermi-aquaduct (oranje) en de rivier Anapo (blauw)

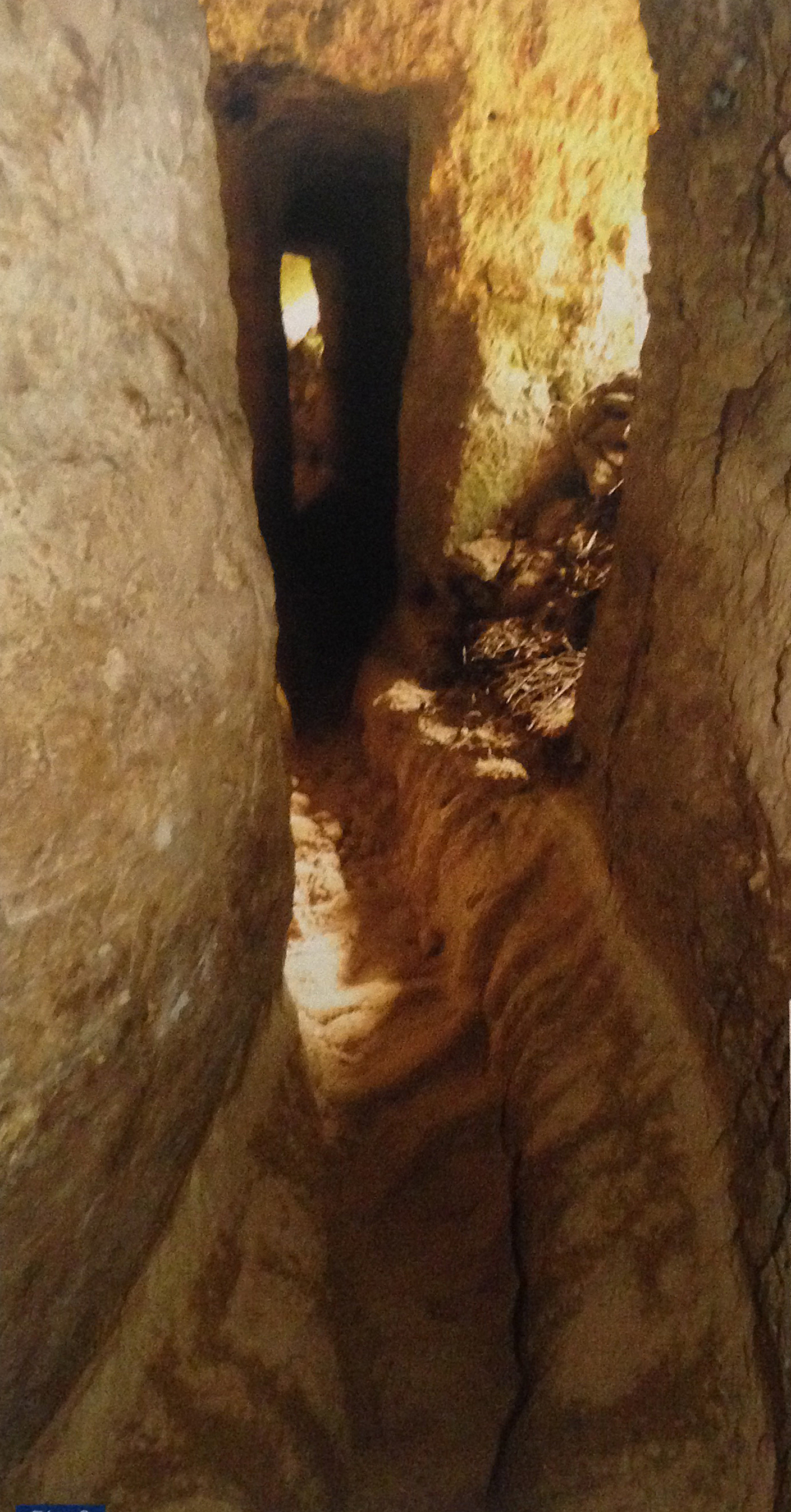
Ondergronds verloop van het aquaduct

Het Galermi-aquaduct, in het Italiaans acquedotto Galermi, is een aquaduct uit de Griekse oudheid en bevindt zich in het zuidoosten van het eiland Sicilië, Italië. 
Het aquaduct voert water aan vanuit de Monti Iblei naar de Oudgriekse bovenstad van Syracuse, genaamd Neapolis of Nieuwe Stad. Het doel was drinkwater aan te voeren naar Neapolis, daar waar de benedenstad en het eiland Ortygia drinkwater konden betrekken uit de rivier Anapo. De Anapo mondt uit in de Baai van Syracuse aan de benedenstad. Het Galermi-aquaduct loopt overigens parallel met de rivier Anapo, ten noorden van de Anapo.
Het Galermi-aquaduct met zijn 29 km maakte deel uit van een groter netwerk van aquaducten rond Syracuse, waarvan de omvang geschat wordt op 100 km in zijn totaliteit. Het Galermi-aquaduct was het langste en de belangrijkste van het netwerk. Het aquaduct wordt niet alleen aanzien als een staaltje van Griekse rekenkunde en bouwkunde, maar ook als de economische motor voor de expansie van Syracuse in de Griekse Oudheid. Na vijfentwintig eeuwen functioneert het Galermi-aquaduct nog steeds.

## Naam
De naam Galermi komt van de Arabische naam voor een district in de Monti Iblei dat waterstreek zou betekend hebben.  

## Verloop
De Galermi-aquaduct betrekt water uit de rivier Calcinara, een zijrivier van de Anapo. De oorsprong ligt in de buurt van de rotsnecropolis van Pantalica in de gemeente Sortino. De oorsprong ligt zowat 187 m boven de zeespiegel.
Het verloop van het aquaduct is zowel ondergronds als bovengronds. Ondergronds werden galerijen in de kalkrotsen uitgehouwen en bovengronds verrezen bruggen en pijlers. De helling is over het hele traject nauwkeurig afgemeten met een vast verval; het niveauverschil over de gehele lengte bedraagt 133 meter.
Het aquaduct eindigt ondergronds aan het Griekse Theater op de Neopolis. Het is een van de voedende stromen van de fontein geheten Nymfegrot of Grotta del Ninfeo.

## Historiek
In de jaren 480-470 v.Chr. bouwden Carthaagse slaven het aquaduct. De Carthagers waren gevangen genomen na de slag bij Himera (480 v.Chr.). Gelo was de heersende tiran van Gela en Syracuse op Sicilië. De bouw verliep moeilijk omwille van het uithakken in de rotsen waarbij de helling van het aquaduct constant moest blijven. De broosheid van de kalkrots was hierin een technische moeilijkheid, alsook de ravijnen die overbrugd moesten worden. Griekse wiskundigen berekenden en herberekenden het traject. Door de aanvoer van drinkwater konden de wijken Neapolis, Epipolis en Acradina, drie wijken van Syracuse, belangrijk uitbreiden.
Tijdens het bestuur door de Romeinen en nadien door de Byzantijnen werd het aquaduct regelmatig onderhouden.
Later in de middeleeuwen geraakte het Galermi-aquaduct verwaarloosd.
Dit veranderde in de jaren 1500. De nobele familie Gaetani, de baronnen van Sortino in het gebergte, verkregen van de Senaat van Syracuse de toestemming om het Galermi-aquaduct uit te baten (1576). Ze installeerden watermolens langsheen het aquaduct, tot in Syracuse. De watermolens verwerkten het graan van hun velden. De concessie was erfelijk en ging dus over van generatie tot generatie binnen de familie Gaetani, die eerst baronnen en later markiezen van Sortino waren. Na de aardbeving van 1693 die Sicilië trof, herbouwden de markiezen alle molens.
Na de eenmaking van Italië in de 19e eeuw confisqueerde het koninkrijk Italië het Galermi-aquaduct. Het aquaduct mocht nog uitsluitend dienen om landbouwgrond in de provincie Syracuse te irrigeren. Dit leidde tot discussies waarbij het senaatsbesluit van 1576 werd boven gehaald. Bij Koninklijk Decreet werd in 1933 bekrachtigd dat Italiaanse staat de eigenaar was van het Galermi-aquaduct. De familie Gaetani en verwante families zoals Bellia Gaetani en Gaetani di Nero trokken naar de rechtbank om een schadeloosstelling te eisen. De rechters gaven de families gelijk.
Van 1924 tot 1967 leverde het Galermi-aquaduct voldoende water om de elektriciteitscentrale van de provincie Syracuse draaiend te houden. De centrale was geen staatseigendom maar was in privé-handen: Concetto Salonia en Vincenzo Carpenteri waren de eigenaars.
Nadien bleef het Galermi-aquaduct voldoende water aanbrengen om landbouwgrond te irrigeren. De overheid zoekt budgetten om het aquaduct technisch te onderhouden.